# Théorème de Faltings

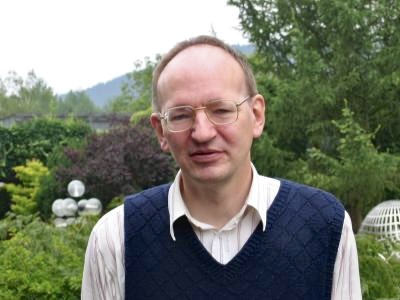
Gerd Faltings.

En théorie des nombres, le théorème de Faltings, précédemment connu sous le nom de conjecture de Mordell donne des résultats sur le nombre de solutions d'une équation diophantienne. Il a été conjecturé par le mathématicien anglais Louis Mordell en 1922 et démontré par Gerd Faltings en 1983, soit environ soixante ans après que la conjecture fut posée.

## Énoncé
Soit l'équation définie de la manière suivante :
{\displaystyle P(x,y)=0\,}
avec P un polynôme à coefficients rationnels. Le problème est de trouver le nombre X de solutions de cette équation dans l'ensemble des rationnels.
Le nombre de solutions dépend du genre de la courbe C associée à cette équation (on peut définir empiriquement le genre d'une courbe comme le nombre de fois où il est possible de couper cette courbe sans obtenir deux morceaux distincts) :
- si le genre vaut 0 (cas des courbes unicursales, par exemple une droite), alors :
  - soit X = 0,
  - soit X = ∞ ;
- si le genre vaut 1, alors :
  - soit X = 0,
  - soit C est une courbe elliptique. En 1920, Mordell a démontré  que l'ensemble des points rationnels forme un groupe abélien de type fini ;
- si le genre est supérieur ou égal à 2, Mordell avait conjecturé qu'il n'y avait qu'un nombre fini de points. Ceci fut effectivement démontré par Gerd Faltings en 1983.

## Application
Soit l'équation de Fermat :
{\displaystyle x^{n}+y^{n}=z^{n}}
dont on cherche les solutions entières. Si {\displaystyle (a,b,c)} est une solution avec {\displaystyle c} non nul, alors {\displaystyle (a/c,b/c)} est une solution à coordonnées rationnelles de l'équation 
{\displaystyle u^{n}+v^{n}=1.}
Elle correspond à une courbe de genre {\displaystyle {\frac {(n-1)(n-2)}{2}}}. Ainsi, pour {\displaystyle n} supérieur ou égal à 4, elle est de genre supérieur ou égal à 2, et n'admet donc qu'un nombre fini de solutions rationnelles. On sait borner le nombre de solutions, mais pas encore leur taille. Cette approche pour démontrer le dernier théorème de Fermat, alternative à celle suivie par Andrew Wiles, n'a donc pas encore abouti ; au demeurant, elle ne permettrait (en théorie) qu'une démonstration constructive pour chaque valeur de n donnée, mais non en général.

## Démonstrations
Faltings a publié sa démonstration en 1983, avec un erratum en 1984. Un exposé de la démonstration est donné par Pierre Deligne au séminaire Bourbaki en 1984. Faltings obtient la médaille Fields en 1986.
Dans son travail, Faltings démontre aussi la  conjecture de Tate (en) de John T. Tate et la conjecture d'Igor Chafarevitch, en appliquant un mécanisme de traduction de corps de fonctions en corps de nombres introduit par Souren Arakelov. Le fait que la conjecture de Mordell est une conséquence de la conjecture de Chafarevitch a été démontré par Alexeï Parchine en 1968 (communication au congrès international des mathématiciens de Nice en 1970).
Après Faltings, le théorème a été démontré d'une autre manière par Paul Vojta. La preuve de  Vojta a été simplifiée par Faltings lui-même et par Enrico Bombieri. Des présentations sont données dans le livre de Bombieri et Gubler, et dans celui de Serge Lang.
Pour les corps de fonctions, la conjecture avait déjà été démontrée en 1963 par Yuri Manin, avec une lacune de la preuve repérée et comblée par Robert F. Coleman, en 1965 par Hans Grauert en 1965 et en 1968 par Alexeï Parchine.
Une nouvelle démonstration est donnée par Brian Lawrence et Akshay Venkatesh en 2018. La preuve suit la démarche de Faltings, mais utilise l'analyse de la variation de représentations galoisiennes p-adiques.

## Généralisations
Par le théorème de Mordell-Weil, le théorème de Faltings peut être reformulé comme un énoncé sur l'intersection d'une courbe  C avec un sous-groupe de type fini Γ d'une variété abélienne A. Une généralisation consiste à remplacer C par une sous-variété arbitraire de A et Γ par un sous-groupe arbitraire de A de rang fini ; ceci conduit à la conjecture de Mordell-Lang (en) qui a été démontrée par Faltings en 1991,.
Une autre généralisation en dimension supérieure est la conjecture de Bombieri-Lang (en) selon laquelle, si X est une variété « pseudo-canonique » (c'est-à-dire une variété générale) sur un corps de nombres k, alors X(k) n'est pas dense dans X au sens de la topologie de Zariski. Des conjectures encore plus générales ont été énoncées par Paul Vojta.

### Livres et exposés
- Enrico Bombieri et Walter Gubler, Heights in Diophantine Geometry, Cambridge University Press, coll. « New Mathematical Monographs » (no 4), 2006, xvi+652 (ISBN 9780511542879, DOI 10.1017/CBO9780511542879, zbMATH 1115.11034).
- Pierre Deligne, « Preuve des conjectures de Tate et de Shafarevitch », Séminaire Bourbaki, 36e année, 1983/84, Exposé 616, novembre 1983 ; Astérisque, t. 121-122,‎ 1985, p. 25-41 (zbMATH 0591.14026, lire en ligne)
- Gerd Faltings et Gisbert Wüstholz (éditeurs), Rational points : Papers from the seminar held at the Max-Planck-Institut für Mathematik, Bonn, 1983/1984., Braunschweig-Wiesbaden, Friedr. Vieweg & Sohn, coll. « Aspects of Mathematics » (no E6), 1984, vi+268 (ISBN 3-528-08593-2, MR 766568, zbMATH 0588.14027).
- Marc  Hindry et Joseph H. Silverman, Diophantine geometry, vol. 201, New York, Springer-Verlag, coll. « Graduate Texts in Mathematics », 2000 (ISBN 0-387-98981-1, DOI 10.1007/978-1-4612-1210-2, MR 1745599) — Contient la preuve par Vojta  du théorème de Faltings.
- Serge Lang, Survey of Diophantine geometry, Springer-Verlag, 1997 (ISBN 3-540-61223-8), p. 101–122

### Articles
- Enrico Bombieri, « The Mordell conjecture revisited », Ann. Scuola Norm. Sup. Pisa Cl. Sci., vol. 17, no 4,‎ 1990, p. 615–640 (MR 1093712, lire en ligne)
- Robert F. Coleman, « Manin's proof of the Mordell conjecture over function fields », L'Enseignement Mathématique. Revue Internationale. IIe Série, vol. 36, no 3,‎ 1990, p. 393–427 (ISSN 0013-8584, MR 1096426, lire en ligne)
- Gary Cornell et Joseph Hillel Silverman (éditeurs), Arithmetic geometry. Papers from the conference held at the University of Connecticut, Storrs, Connecticut, July 30 – August 10, 1984, New York, Springer-Verlag, 1986 (ISBN 0-387-96311-1, DOI 10.1007/978-1-4613-8655-1, MR 861969) — Contient la traduction en anglais de l'article (Faltings 1983)
- Gerd Faltings, « Endlichkeitssätze für abelsche Varietäten über Zahlkörpern », Inventiones Mathematicae, vol. 73, no 3,‎ 1983, p. 349–366 (DOI 10.1007/BF01388432, MR 0718935)
- Gerd Faltings, « Erratum: Endlichkeitssätze für abelsche Varietäten über Zahlkörpern », Inventiones Mathematicae, vol. 75, no 2,‎ 1984, p. 381 (DOI 10.1007/BF01388572, MR 0732554)
- Gerd Faltings, « Diophantine approximation on abelian varieties », Annals of Mathematics, vol. 133, no 3,‎ 1991, p. 549–576 (DOI 10.2307/2944319, MR 1109353)
- (en) Gerd Faltings « The general case of S. Lang's conjecture » (MR 1307396)
— « (ibid.) », dans Valentino Cristante et William Messing (éds.), Barsotti Symposium in Algebraic Geometry. Papers from the symposium held in Abano Terme, June 24–27, 1991., San Diego, CA, Academic Press, Inc., coll. « Perspectives in Mathematics », 1994 (ISBN 0-12-197270-4)
- Hans Grauert, « Mordells Vermutung über rationale Punkte auf algebraischen Kurven und Funktionenkörper », Publications mathématiques de l'IHÉS, no 25,‎ 1965, p. 131–149 (ISSN 1618-1913, MR 0222087, lire en ligne)
- Brian Lawrence et Akshay Venkatesh, « Diophantine problems and p-adic period mappings », Arxiv,‎ 2018 (arXiv 1807.02721)
- (ru) Yuri I. Manin, « Rational points on algebraic curves over function fields », Izvestiya Akademii Nauk SSSR. Seriya Matematicheskaya, vol. 27,‎ 1963, p. 1395–1440 (ISSN 0373-2436, MR 0157971, lire en ligne) —  Traduction anglaise : Yuri I. Manin, « Rational points on algebraic curves over function fields », American Mathematical Society Translations: Series 2, vol. 59,‎ 1966, p. 189–234 (ISSN 0065-9290).
- Louis Mordell, « On the rational solutions of the indeterminate equation of the third and fourth degrees », Proc. Cambridge Philos. Soc., vol. 21,‎ 1922, p. 179–192
- Alexei N. Parshin, « Quelques conjectures de finitude en géométrie diophantienne », dans Actes du Congrès International des Mathématiciens, vol. Tome 1, Nice, Gauthier-Villars, 1971 (MR 0427323, lire en ligne [archive du 24 septembre 2016]), p. 467–471
- (en) « Mordell conjecture », dans Michiel Hazewinkel, Encyclopædia of Mathematics, Springer, 2002 (ISBN 978-1556080104, lire en ligne)
- Alexei N. Parshin, « Algebraic curves over function fields I », Izvestiya Akademii Nauk SSSR. Ser. Math., vol. 32,‎ 1968, p. 1191–1219
- Igor N.Shafarevich, « Algebraic number fields », Proceedings of the International Congress of Mathematicians,‎ 1963, p. 163–176
- Paul Vojta, « Siegel's theorem in the compact case », Annals of Mathematics, vol. 133, no 3,‎ 1991, p. 509–548 (DOI 10.2307/2944318, MR 1109352)